# Misumenoides illotus
Misumenoides illotus là một loài nhện trong họ Thomisidae.
Loài này thuộc chi Misumenoides. Misumenoides illotus được Ilka Maria Fernandes Soares miêu tả năm 1944.